# École supérieure d'art dramatique Mikhaïl-Chtchepkine
L'École supérieure d'art dramatique Mikhaïl Chtchepkine est une école d'art dramatique associée au Théâtre académique d'État Maly  à Moscou. L'établissement a été fondé en 1809 par un décret du tsar Alexandre Ier.

## Histoire
En 1938, l'école est dénommée d'après Mikhaïl Chtchepkine (en), un acteur et éminent enseignant russe actif dans la période allant de 1830 à 1863, année de sa mort. Depuis 1863, l'école est établie dans un bâtiment situé rue Neglinnaïa.
En 1943, l'école a reçu le statut d'institution d'enseignement supérieur.

## Anciens professeurs
- Paul Bogatirenko, de 1960 à 1976.
- Elina Bystritskaïa, à partir de 1978

## Anciens étudiants
- Tamara Degtiareva
- Konstantin Khokhlov
- Maria Andreeva